# 硕伦图
硕伦图（穆麟德轉寫：šolontu，大词典轉寫：sholontu），有时讹音为索伦图（穆麟德轉寫：solontu），为满语男性人名，意为虯龍。